# Gyrd Løfqvist

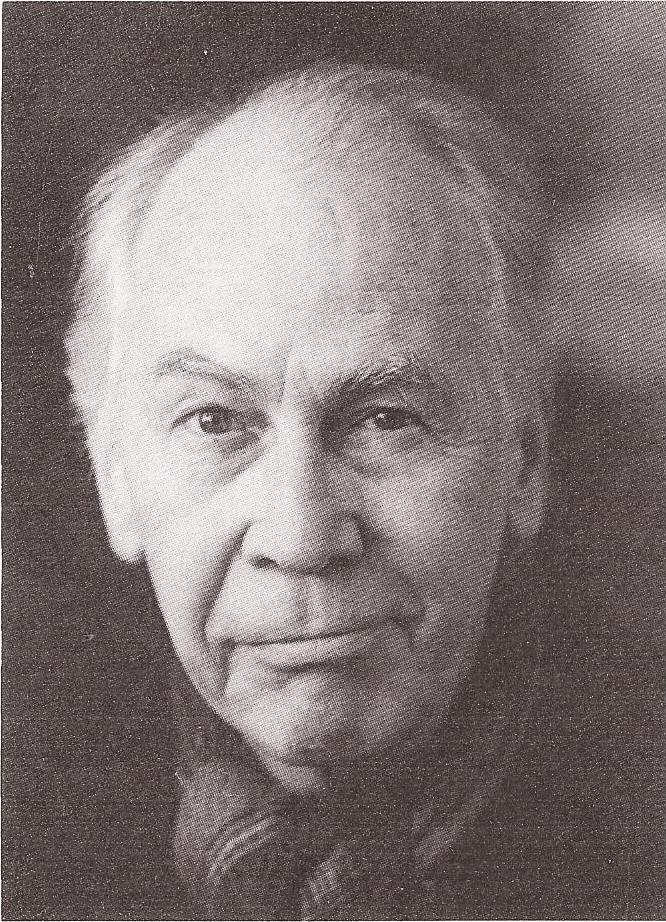
Gyrd Løfqvist.

Gyrd Løfqvist, född 2 juni 1921 i Köpenhamn, död 1 maj 2012, var en dansk skådespelare.
Løfqvist studerade vid Det Kongelige Teaters elevskola 1942–1944.

## Filmografi (urval)
- 1945 – De røde enge
- 1951 – Kvinnan bakom allt
- 1994 – Nattevagten
- 2005 – Adams äpplen